# Jürgen Ozwirk
Jürgen Ozwirk (* 27. August 1988) ist ein österreichischer Politiker der Freiheitlichen Partei Österreichs (FPÖ). Seit dem 24. März 2025 ist er als Nachrücker für Harald Trettenbrein, der sein Mandat zurücklegte und in Pension ging, Abgeordneter zum Kärntner Landtag.

## Leben

### Ausbildung und Beruf
Jürgen Ozwirk absolvierte von 2004 bis 2007 eine Ausbildung zum Elektroenergietechniker und Elektroinstallationstechniker und war danach einige Jahre in diesem Beruf tätig. Bis 2011 konnte er am Wirtschaftsförderungsinstitut die Berufsreifeprüfung ablegen, anschließend begann er an der Karl-Franzens-Universität Graz ein Lehramtsstudium in den Fächern Geschichte, Sozialkunde und Politische Bildung sowie Geographie und Wirtschaftskunde, welches er 2017 mit einer Diplomarbeit zum Thema Als Sizilien normannisch wurde: Militärgeschichtliche Aspekte der normannischen Herrschaftsetablierung auf Sizilien als Magister abschloss.
Seit 2018 ist er als Lehrer an der Bundeshandelsakademie und Höheren Bundeslehranstalt für wirtschaftliche Berufe Wolfsberg tätig.

### Politik
Ozwirk ist seit 2015 Mitglied des Gemeinderats von St. Andrä, von 2019 bis 2025 amtierte er als Stadtrat.
Bei der Landtagswahl 2023 kandidierte er an dritter Stelle als Kandidat im Landtagswahlkreis 2, welcher die Bezirke Sankt Veit an der Glan, Völkermarkt und Wolfsberg umfasst. Da er hierüber kein Mandat erringen konnte, konnte er erst nach dem Rückzug von Harald Trettenbrein in den Landtag Kärntens einziehen. Am 24. März 2025 wurde er in der XXXIII. Gesetzgebungsperiode als Abgeordneter zum  Kärntner Landtag angelobt.

### Privates
Ozwirk ist in einer Lebensgemeinschaft und Vater zweier Kinder.